# Bujoru (gmina Călmățuiu)
Bujoru – wieś w Rumunii, w okręgu Teleorman, w gminie Călmățuiu. W 2011 roku liczyła 276 mieszkańców.